# Friedrich Fröbel
Friedrich Wilhelm August Fröbel (21. dubna 1782 Oberweissbach, Durynský les, Německo – 21. června 1852 Marienthal, dnes Ostritz, Německo) byl významný německý pedagog. Zaměřoval se především na předškolní výchovu. Roku 1837 založil v Bad Blankenburgu Ústav pro pěstování snahy po činnosti u dětí a mládeže. Zde vyráběl různé učební pomůcky a hračky, např. tzv. „dárky“ (soubory geometrických tvarů jako krychle, kvádr, koule, jehlan, atd., které se podle vývoje dítěte dále dělily na menší části = první stavebnice). V roce 1840 otevřel v Bad Blankenburgu Kindergarten, neboli Dětskou zahrádku, což byla metafora pro učitele jako zahradníky a děti jako zeleninu. Na počátku Kindergarten sloužila jako místo pro matky s dětmi (až později se vyvinula jako čistě dětská instituce), kde se pod vedením Friedricha Fröbela učily správné výchově dětí předškolního věku. Je také tvůrcem didaktických her a souboru pohybových her s hudebním doprovodem.
Po vzoru jeho Kindergarten se začaly od poloviny 19. století rozvíjet další Kindergarten (dětské zahrádky) v Čechách (1. Kindergarten ve Spálené ulici v Praze v roce 1862).
Mateřské školy (první MŠ v prostorách kolem kostela sv. Jakuba v Praze v roce 1869) byly reakcí na čistě německé Kindergarten (docházelo k poněmčování českých dětí) a z Fröbelovy výchovy a vzdělávání vycházely jen částečně (inspirovaly se především po vzoru francouzských předškolních institucí).
Koncem 19. století vznikl tzv. „Fröbelismus“ – představitelé tohoto hnutí však ve skutečnosti nejsou pokračovateli myšlenek Friedricha Fröbela, neboť jen zmechanizovali jeho soustavu „dárků“. Na základě toho pak pedagogové dětem předškolního věku předkládali řízený „diktát“ (dítě jen plnilo rozkazy dospělého) a tak docházelo k naprostému omezení spontánnosti a přirozeného vývoje dítěte (na tento přeintelektualizovaný rozvoj reagovalo tzv. „Reformní hnutí“ na počátku 20. století).